# Брыкчинские
Брыкчинские — польский дворянский род герба Гвяздич.
Происходит от Антона Брыкчинского, которому Король Польши Станислав Август за оказанные государству заслуги и преданность Монарху, грамотою 1791 года пожаловал потомственное дворянство вместе с описанным гербом.

## Описание герба
Щит, золотым полумесяцем, рогами вниз обращенным, разделен пополам; на полумесяце в верхнем голубом поле, золотой кавалерский крест, а под полумесяцем в серебряном поле золотая звезда.
В навершии шлема три страусовые пера; над средним такая же как в щите звезда. Герб Гвяздзич (употребляют: Брыкчинские) внесен в Часть 2 Гербовника дворянских родов Царства Польского, стр. 107.